# Элувайтиву
Элувайтиву (там. எழுவைதீவு) — небольшой остров у побережья полуострова Джафна на севере Шри-Ланки. Находится в 1,5 км к северо-востоку от острова Аналайтиву. Площадь — 1,4 км².